# Йозеф Аллербергер
Йозеф «Зепп» Аллербергер (нім. Josef «Sepp» Allerberger; 24 грудня 1924, Штирія — 2 березня 2010, Вальс-Зіценгайм, Зальцбург) — німецький снайпер Другої світової війни, обер-єфрейтор. Другий за результативністю снайпер вермахту (257 підтверджених знищених ворожих солдатів).

## Біографія
Йозеф Аллербергер народився в 1924 році в Штирії, в простій селянській родині. Його батько був теслею, по тим же стопах йшов і син, до вісімнадцяти років оволодів основами сімейної професії.

### Кулеметник
B лютому 1943 року, як і багато вихідців з гірських регіонів, був покликаний в гірські частини. Згідно з книгою Альбрехта Ваккера «Німецький снайпер на Східному фронті 1943—1945», Йозеф спочатку пройшов шестимісячні курси кулеметників. А безпосередньо в бій Аллербергер вступив 18 липня 1943 року в складі 144-го полку 3-ї гірської дивізії.
Дивізія тоді перебувала на лінії Міус-фронту, і влітку 1943 року там йшли запеклі бої за Донбаський регіон. Зіткнення з витверезною дійсністю і тваринами жахами окопної війни сильно змінили Йозефа.
«Після закінчення п'яти днів я втратив останні залишки своєї юнацької наївності. Досвід кривавих боїв наклав свій відбиток на моє обличчя, так що виглядав я тепер на десять років старше. Наша 7-я рота скоротилася в чисельності всього до двадцяти чоловік. З моєї групи в живих залишився тільки я і командир нашої роти. Я втратив відчуття часу і не відчував більше ні страху, ні жалю. Я став продуктом подій, що відбувалися навколо мене, рухомий примітивним інстинктом вижити серед виснажливих боїв, голоду і спраги.»
Тоді ж прийшло чітке розуміння того, що шансів вижити у нього не буде, якщо він залишиться кулеметником. На думку Аллербергера, втрати серед кулеметників були набагато вище, ніж в середньому по піхоті, так як противник прагнув в першу чергу придушити кулемет артилерійським, стрілецьким або снайперським вогнем. В результаті легкого поранення в руку під Ворошиловському (нині Алчевськ) Аллербергер i на час одужання був прикомандирований до штабу на легкі роботи.

### Снайпер. Курси і навчання
«Саме тут, у відносній безпеці полкового штабу, я, після роздумів над ситуацією, твердо вирішив спробувати при першій же можливості уникнути служби в якості кулеметника»
Як тесля, він відновлював розбиті приклади карабінів і сортував зброю в якості асистента офіцера-зброяра.
«Звичайно, це було знаком долі, що серед зброї, яке сортував, я знайшов одну-єдину російську снайперську гвинтівку. Тільки побачивши її, я поспішив запитати у унтер-офіцера з озброєння, чи не можна з нею попрактикуватися.»
Перші ж стрільби показали, що Йозеф Аллербергер виявився природженим снайпером.
Відомо, що майже дев'ять місяців Аллербергер воював з радянською трьохлінійкою. При цьому він підкреслював, що оскільки він був, по суті, польовим снайпером, йому зараховувалися лише знищення, підтверджені старшими за званням. Всі противники, убиті ним у складі підрозділу, в тому числі не тільки зі снайперської гвинтівки, на його рахунок не йшли.
Влітку 1944 року командир полку, яки добре ставився до Йозефа, в якості заслуженої відпустки направив його, за фактом вже успішного висококласного стрілка, на курси снайперської підготовки до Німеччини.
Повернувшись на фронт, Аллербергер перейшов на використання снайперської модифікації гвинтівки Mauser 98k з 4-х кратним оптичним прицілом. Або, за обставинами, на напівавтоматичну гвинтівку Gewehr 43. До даного озброєння Йозеф ставився дуже позитивно і відзначав її ефективність у вогні на дистанціях ближнього і середнього бою (від 100 до 400 метрів) особливо з використанням експансивних куль.

### Кінець війни
Кінець війни Аллербергер зустрів на території Чехословаччини недалеко від кордону з Австрією. На той час міністерство пропаганди Геббельса зробило з Йозефа впізнавану фігуру, і його фотографії кілька разів друкувалися в нацистській пресі. Але популярність послужила йому погану службу: припускаючи, що в радянському полоні він буде приречений, Аллербергер постарався зробити все можливе, щоб дістатися додому. Після двох тижнів перебування в приальпійських лісах, і вже після офіційного оголошення про закінчення війни, йому вдалося потрапити додому.
Залишок життя Аллербергер пропрацював теслею, як і його батько. Аллербергер помер 3 березня 2010 року в місті Вальс-Зиценхайм (Австрія).

## Навички снайперського бою
Йозеф Аллербергер підкреслював, що головними принципами виживання снайпера були: вибір позиції, можливість непомітно її покинути, наявність / підготовка запасних позицій, по можливості, робота в парі з спостерігачем, вкрай бажана зміна точки пострілу після одного — рідко — двох пострілів. Велику увагу він також приділяв маскування і відповідній екіпіровці. Але найважливішою вимогою до виживання і бойовий ефективності снайпера він вважав підвищену психологічну стійкість, укупі з хоробрістю, обережністю і спостережливістю стрілка.
Аллербергер також вважав «статутний» підхід до відбору та підготовки снайперів, де основними критеріями були лише влучність стрільби і навички маскування на місцевості, таким, що не відповідав вимогам війни.
Приділяючи належну увагу точності вогню, пріоритет він залишав за особливою (найчастіше просто вродженої) психологічної загартуванням — здатності індивідуума до вбивства за допомогою снайперської зброї.
На підтвердження своїх слів Йозеф Аллербергер вказував на той факт, що в умовах реальних бойових дій Східного фронту, 90 % влучень по об'єктах здійснювалися на середніх дистанціях вогню снайперської гвинтівки (150—500 метрів). Влучання на дистанціях більше 800 метрів він називав дивом і випадковістю.
Снайпери обох сторін масово практикували більше стрілянину по корпусу, ніж в голову. В результаті, по-перше, різко зростала ймовірність попадання з першого пострілу, що збільшувало шанси стрілка не бути виявленим, і, по-друге, ціль все одно гарантовано виводилася з ладу.
Аллербергер приводив десятки прикладів, коли вогонь снайпера дозволяв зривати атаки переважаючих сил противника. Він використовував жорстоку, але таку що довела свою ефективність тактику бою проти штурмуючих хвиль ворожої піхоти.
«Я не звертав уваги на перші три-чотири лінії атакуючих і намагався вразити в живіт якомога більше бійців, що наступали позаду них. Чуючи пронизливі крики поранених у себе за спиною, що наступали в перших рядах втрачали присутність духу, і атака починала захлинатися. У цей момент я перемикав свою увагу на перші лінії ворога. Противників, які перебували ближче п'ятдесяти метрів до мене, я вражав точними пострілами в голову або в серце, намагаючись таким чином миттєво вивести з бою всіх, кого тільки міг. Тим з російських, хто знаходився на відстані більше п'ятдесяти метрів від мене, я, навпаки, стріляв в тулуб, прагнучи поранити якомога більше ворогів. Коли російські зверталися у втечу, особливо ефективними виявлялися постріли, в результаті яких кулі потрапляли відступаючим в область нирок. У цих випадках поранені починали буквально по-звірячому кричати і вити. В результаті атака нерідко різко закінчувалася. Мені в подібних ситуаціях часом вдавалося вразити більше двадцяти супротивників за кілька хвилин. Правда, такі попадання не збільшували мій снайперський рахунок.»

## Пам'ять
Книга Альбрехта Ваккера (нім. Albrecht Wacker) «Німецький снайпер на Східному фронті. 1942—1945. „(Англ.“ Sniper on the Eastern Front: The Memoirs of Sepp Allerberger, Knight's Cross»), заснована на спогадах Аллербергера, вперше вийшла в 2000 році.

## Нагороди
- Залізний хрест 2-го (Вересень 1944) і 1-го класу (18 березня 1945)
- Нагрудний знак «За поранення» в сріблі (17 листопада 1944)
- Відзнака снайпера 3-го ступеня (2 березня 1945)

Зустрічається інформація, що 20 квітня 1945 року генерал-фельдмаршал Фердинанд Шернер нагородив Аллербергера Лицарським хрестом Залізного хреста, але документального підтвердження цьому немає.

## Цікаві факти
- В одному полку із Аллербергером служив найрезультативніший снайпер вермахту, Маттеус Гетценауер.